# 산거사요
산거사요(山居四要)는 인천광역시 연수구 가천박물관에 있는 조선시대의  목판본 책이다. 1994년 7월 29일 대한민국의 보물 제1207호로 지정되었다.

## 개요
태사령 양우의 『산거사요(山居四要)』를 원나라 학자 왕여무가 증보·편집한 것으로, 4권 1책이다.
이 책에서는 산촌(山村)에 사는 사람이 일상생활에서 알아야 할 네 가지 요결을 사항별로 분류하여 기술하였다. 즉 총 4요결을 74항목으로 나누고 각 항목 아래에 해당사례 및 대증(對證:증거 조사를 하는 것), 처방 등을 서술하고 있다. 간행된 때는 우리나라 사람이 쓴 머리글이나 맺음말이 없어 알 수 없으나, 보존 상태로 보아 조선 성종대로 보인다. 
이 책은 건강을 지키는데 필요한 의약서적으로, 조선 전기 의학서적간행을 살필 수 있는 자료로 평가된다.

## 참고 자료
- 산거사요 - 국가유산청 국가유산포털